# Montaldo Bormida
Montaldo Bormida är en ort och kommun i provinsen Alessandria i regionen Piemonte i Italien. Kommunen hade 637 invånare (2018).